# De’Montmorency College of Dentistry
De’Montmorency College of Dentistry – kolegium stomatologiczne w Lahaurze w prowincji Pendżab, w Pakistanie. Znajduje się w pobliżu meczetu Badszahi.
Każdego roku uczelnia przyjmuje prawie 100 studentów, którzy w ramach czteroletniego programu edukacyjnego nabywają wiedzę niezbędną do otrzymania stopnia Bachelor of Dental Surgery (pol. technik chirurgii stomatologicznej). Kolegium jest stowarzyszone ze szpitalem Punjab Dental Hospital, który jest jedynym państwowym szpitalem dentystycznym w Lahaurze. Na uczelni działają dwa aktywne towarzystwa – Komitet Sportu oraz De’Montmorency Literacy Society (Towarzystwo Literackie De’Montmorency).